# Толкачёв, Николай Иванович
Николай Иванович Толкачёв (1899—1942) — советский военный и партийный деятель, журналист, бригадный комиссар, депутат Верховного Совета РСФСР, участник Гражданской войны, конфликта на КВЖД, Великой Отечественной войны. После разгрома своей дивизии принял участие в партизанском движении в Белоруссии.

## Биография
Родился в 1899 году в рабочей семье. В Гражданскую войну в 1918 году призван в Рабоче-крестьянскую Красную Армию. В 1920 году вступил в ВКП(б). Проходил службу на военно-политических должностях. Участвовал в конфликте на КВЖД в 1929 году. С середины 1930-х годов занимал должность комиссара 85-й стрелковой дивизии в Челябинской области. В 1938 году избран депутатом Верховного Совета РСФСР, делегат от Челябинской парторганизации на XVIII съезде ВКП(б).
В Великую Отечественную войну был тяжело ранен в обе ноги в боях на государственной границе СССР в конце июня 1941 года. В бессознательном состоянии попал в плен и был доставлен в немецкий госпиталь. Медицинские работники А. А. Мохова и А. И. Купрещенкова вылечили Толкачёва, а коммунистка-подпольщица А. С. Ананьева помогла ему с побегом. Толкачёв остался в оккупированном немецкими войсками Минске и принял участие в партизанском движении. До апреля 1942 года возглавлял отдел пропаганды Военного совета партизанского движения, был главным редактором подпольной газеты «Голос Родины».
9 мая 1942 года Толкачёв в числе 28 арестованных участников партизанской организации Минска был публично повешен.
Посмертно награждён орденом Отечественной войны 1-й степени.